# Lipno
Lipno é um município da Polônia, na voivodia da Cujávia-Pomerânia e no condado de Lipno. Estende-se por uma área de 10,99 km², com 14 642 habitantes, segundo os censos de 2016, com uma densidade de 1332,3 hab/km².